# Крамаренко Олег Іванович
Олег Іванович Крамаренко (6 січня 1956) — радянський футболіст і український футбольний тренер.

## Біографія
Дебютував у професіональному футболі в 1974 році за «Металіст» (Харків). У складі московського «Динамо» грав у Кубку УЄФА і Кубку володарів кубків.